# Acacia adoxa
Acacia adoxa é uma espécie de leguminosa do gênero Acacia, pertencente à família Fabaceae.